# Baraboo (hrabstwo Sauk)
Baraboo – miasto w Stanach Zjednoczonych, w stanie Wisconsin, w hrabstwie Sauk.